# ماتیاژ دابلاک
ماتیاژ دابلاک (اسلوونیایی: Matjaž Debelak؛ زادهٔ ۲۷ اوت ۱۹۶۵) اسکی‌باز پرش اسلوونیایی‌تبار اهل یوگسلاوی است.